# Pierre-Emmanuel Paulis
Pierre-Emmanuel Paulis, né le 18 juillet 1964 à Ferrières (province de Liège), est un auteur de bande dessinée, écrivain, chroniqueur spatial et spécialiste de l'espace belge.

## Biographie
Pierre-Emmanuel Paulis naît le 18 juillet 1964, à Ferrières.
Il se passionne très vite pour l'aviation et la conquête de l'espace.
Il poursuit une formation artistique à l'École supérieure des arts Saint-Luc de Liège, section illustration-bande dessinée d'où il sort diplômé en juin 1988. Il parachève son cursus par le certificat d'aptitude pédagogique délivré par l'Institut Saint-Laurent à Liège en 1990. Il entre dans la vie professionnelle comme éducateur d'internat au Collège Saint-Roch à Ferrières de 1990 à 1995, puis il est professeur de dessin et éducateur à l'Institut du Sacré-Coeur à Barvaux-sur-Ourthe, et professeur de dessin à l'Institut Notre-Dame à Waremme. Dès 1985, il prend part à l'organisation du Festival international de la bande dessinée de Durbuy où il rencontre Marc Carlot, fondateur d'Auracan. Ce dernier va y publier plusieurs gags d'une planche sur le thème de l'espace,. Pour ce fanzine, Paulis se fait journaliste et réalise les interviews de Daniel Desorgher et de Charles Schulz,. Il lance la série de bande dessinée Tania dont le premier tome Affaires occultes est écrit par son voisin Alain Mercier et publié par Khani Éditions en 1997, suivi du deuxième tome Terreur sur le Cap qu'il réalise seul aux éditions Coccinelle BD en juin 1999. Un troisième tome Astronaute Européenne est cette fois édité par l'Agence spatiale européenne en 2004, le quatrième opus Les Diamants de l'espace paraît aux éditions Euro Space Society en 2004 et la série est publiée en intégrale dans la collection « HZ- Horizon » aux Éditions Joker en 2013.
En 2005, il répond à l'appel de l'armée belge et participe au collectif BDéfense ! vendu au profit d'œuvres caricatives. En 2007, il rend hommage à François Walthéry dans Natacheries aux éditions BD Belge et il illustre l'ouvrage Terre de France : une histoire de 500 millions d'années de Charles Frankel dans la collection « Science ouverte » aux éditions parisiennes Seuil. Pierre-Emmanuel Paulis est depuis octobre 2009 professeur détaché de l'Enseignement auprès de l'Euro Space Society de l'astronaute belge Dirk Frimout, en charge d'organiser et d'animer les Classes de l'Espace à l'Euro Space Center de Transinne (Libin). En 2009, Pierre-Emmanuel Paulis participe à la création de la Mars Society Belgium, dont il devient président en 2014. Il écrit deux ouvrages autour du programme Apollo aux éditions ED2A en 2016 et 2019 et il  publie Un Belge sur Mars chez le même éditeur en 2017. Il écrit le scénario du septième tome de la série Les Reportages de Lefranc : La Conquête de l'espace dessiné par Régric aux éditions Casterman ainsi que celui du premier tome de la série Les Carnets de l'aventure intitulé The Splashdown pour le dessinateur André Taymans aux Éditions du Tiroir en 2019.
Pierre-Emmanuel Paulis, président de la Mars Society Belgium et enseignant à l'Euro Space Center est l'invité du RTL Info 19H afin de donner plus de précisions par rapport à la mission Artémis le 3 septembre 2022.
Il se fait également affichiste pour des événements de la région de Hotton,.
Il rédige des chroniques spatiales dans notamment Le Vif, est consultant pour divers médias et donne des conférences tant en Belgique qu'à l'étranger.

### Vie privée
Pierre-Emmanuel Paulis a longtemps demeuré à Ferrières, il détient une imposante collection d’autographes d’astronautes et d’objets liés à la conquête de l’espace.

## Œuvres

### Collectif
- BDéfense ![9], Forces armées belges, Bruxelles, décembre 2005
Scénario : collectif - Dessin : collectif dont Pierre-Emmanuel Paulis - Couleurs : quadrichromie -  (ISBN 90-7517-204-4)

### Illustrations
- Terre de France : une histoire de 500 millions d'années de Charles Frankel, Paris, Seuil, coll. « Science ouverte », 2007  (ISBN 978-2-02-086868-6)

### Ouvrages
- Voyage au cœur de l’Afrique en compagnie de Daniel Desorgher, interview par Pierre-Emmanuel Paulis, Auracan no 14, de septembre octobre 1996.
- Apollo : les missions lunaires habitées, Vendres, ED2A, 2016  (ISBN 979-10-90686-92-2)
- Pierre-Emmanuel Paulis, Un Belge sur Mars : Récit, Éditions Dricot, 2017, 144 p. (ISBN 978-2-87095-553-6, lire en ligne)
- Apollo 11 : à la rencontre d'un rêve, Vendres, ED2A, 2019  (ISBN 978-2-37629-064-3).

### Expositions collectives
Entre le 18 juillet et le 23 août 2009, Pierre-Emmanuel Paulis participe à l'exposition collective Regard sur la jeune bande dessinée en compagnie de Stédo, Didot, Étienne Willem, Peral et Billy De Barquin au Centre culturel de Bièvre en Belgique.
- Ébullitions[20], palais abbatial de Saint-Hubert du 18 juillet au 13 septembre 2009.

## Postérité
La Tania, bière de la brasserie Saint-Monon de Hotton, blonde ambrée titrant 6,5 % de volume d'alcool inspirée par l'héroïne de BD Tania dessinée par Pierre-Emmanuel Paulis.

#### Livres
: document utilisé comme source pour la rédaction de cet article.
- Jacques Fiérain, « Paulis, Pierre-Emmanuel », dans La BD dans les provinces de Liège, Namur et Luxembourg, Charleroi, Éd. l'Âge d'or, 2004, 112 p., ill. ; 31 cm (ISBN 9782960019698, OCLC 470388297, présentation en ligne), p. 80. .
- Frédéric Philipin et Philippe Greisch, Ebullitions créateurs BD de la province de Luxembourg : Alain Baudson, Didot, La Hesse et Frémok, Palix, Pierre-Emmanuel Paulis, Rafagé, Jean-claude Servais, Stédo, Etienne Willem, Province de Luxembourg, Service provincial de la Diffusion et de l’Animation culturelles, 2010, ill.
- Philippe Mellot, Michel Denni, Laurent Turpin et Isabelle Morzadec, Trésors de la bande dessinée : BDM 2023-2024 - Catalogue encyclopédique et Argus, Paris, Les Arènes, novembre 2022, 23e éd., 1677 p., ill. ; 23 cm (ISBN 9791037507280, OCLC 1351462460, présentation en ligne), p. 732. .

#### Périodiques
- La Case de l'Oncle Dan no 12.

#### Articles
- M.G., « Le Ferrusien Pierre-Emmanuel Paulis a vécu l’expérience du confinement sur Mars », L'Avenir,‎ 8 mai 2020 (lire en ligne , consulté le 5 juin 2023)
- Pierre-Emmanuel Paulis (interviewé par Sébastien Étienne), « Instructeur à l’Euro Space, Pierre-Emmanuel Paulis s’est rendu à Cap Canaveral avant la future mission lunaire », L'Avenir,‎ 22 août 2022 (lire en ligne, consulté le 5 juin 2023).

### Émissions de télévision
- Mission Artémis : Pierre Emmanuel Paulis nous parle en direct de la mission sur RTL Info, présentation : Simon François (26 min 41 s), 3 septembre 2022.

### Podcast
- Tintinophile, auteur de BD et spécialiste de l'espace, Pierre-Emmanuel Paulis invité de Mille Sabords 20 ans !, sur France Bleu, (3 min), 30 mai 2023.

### Vidéographie
- [vidéo] « Le New Space. Le nouvel âge spatial par Pierre-Emmanuel Paulis », sur YouTube, Musée de l'Université de Mons (1 h 45 min 12 s).
  - [vidéo] « Tania », sur YouTube "Reportage sur Tania" C RTBF_Auvio 01 11 2017.